# Стоунер-рок
Стоунер-рок (англ. stoner rock), также известный как стоунер-метал (англ. stoner metal) или стоунер-дум (англ. stoner doom), — жанр рок-музыки, сочетающий элементы дум-метала с психоделическим роком и эйсид-роком. Жанр появился в начале 1990-х годов, его основоположниками были Kyuss и Sleep.

## Характеристики
Стоунер-рок, как правило, исполняется в медленном или среднем темпе и отличается сильно искажённым, насыщенным грувом и тяжёлым басовым звучанием, мелодичным вокалом и «ретро»-продакшеном. Из-за сходства между стоунером и сладж-металом часто встречается их смешение. Этот гибрид сочетает в себе черты обоих стилей, но, как правило, лишен расслабленной атмосферы стоунер-метала и его психоделических наклонностей. Такие группы, как Weedeater, High on Fire и Electric Wizard, творчески сочетают оба стиля.

### Терминология
Термин «стоунер-рок» может происходить от названия сборника Burn One Up! Music for Stoners (1997), изданного на Roadrunner Records. Термин дезерт-рок (англ. Desert rock) также используется взаимозаменяемо и был придуман стажёром MeteorCity Records примерно в то время, когда лейбл выпустил сборник стоунер-рока Welcome to MeteorCity (1998). Однако не все стоунер-рок-группы подпадают под определение дезерт-рока, поскольку группы этого поджанра, как правило, включают в себя больше характеристик хард-рока.

### Влияние каннабиса на жанр
Участие каннабиса в создании стоунер-рока может варьироваться в зависимости от группы. Такие группы, как Sleep, сделали тему каннабиса частью своих альбомов и песен. Употребление каннабиса часто встречается на живых выступлениях некоторых стоунер-рок/метал-групп, а такие группы, как Electric Wizard, известны тем, что дают концерты, где участники группы и публика курят каннабис. Альбом Dopesmoker (ранее Jerusalem) группы Sleep вызвал споры из-за 60-минутной песни о каннабисе, что привело к конфликту со звукозаписывающей компанией. Некоторые представители жанра утверждают, что «стоунер-рок — это стиль, а не жизнь», что трактуется как отсутствие у участников группы курения каннабиса и влияние каннабиса на них. Однако стиль их музыки отражает звучание «стоунер-рока/метала». Такие группы, как King Caravan и Sea of Green, согласились с этим утверждением. Аналогично Мэтт Пайк из группы High on Fire заявил: «Это очень сильная сцена, но я не думаю, что какая-либо из стоунер-роковых групп хочет, чтобы её называли стоунер-рокерами... Я могу использовать слово „стоунер“ в своих текстах, но я думаю, что мы — металлисты, чувак. Я бы сказал, что я играл кроссовер-метал, на самом деле, или прогрессивный метал. Это довольно сложно отнести к какой-либо категории, но, думаю, мы получили ярлык стоунер-рокера из-за всей этой истории с травкой».

## История

### Влияния (1960-е - середина 1980-х)
Как и большинство музыкальных стилей, истоки стоунер-рока сложно проследить и точно определить. Тем не менее, несколько известных исполнителей и знаковых песен широко признаны в роли основоположников этого стиля. Группа Blue Cheer считается одним из первопроходцев; как пишет  Грег Прато из AllMusic: «Когда речь заходит о „стоунер-роке“, Blue Cheer часто упускают из виду». По словам критика Марка Деминга, первый альбом Blue Cheer, Vincebus Eruptum, «является великолепным чествованием примитивизма рок-н-ролла, пропущенным через усилители Marshall, способным заглушить целую армию», что напоминает тяжесть Kick Out the Jams группы MC5 и White Light/White Heat группы The Velvet Underground.
Rolling Stone утверждает: «Стоунер-рок, в замедленном и усиленном виде, представляет собой рифф, непреходящее наследие блюза Миссисипи. Led Zeppelin и Black Sabbath первыми создали из него монолит». Группу Sir Lord Baltimore журнал Classic Rock назвал «крёстным отцом стоунер-рока», добавив, что Leaf Hound оказали влияние на бесчисленное количество групп стоунер-рока, включая Kyuss и Monster Magnet. Джеймс Мэннинг из Time Out London признаёт, что песня «I Want You (She's So Heavy)» группы The Beatles «заложила основы стоунер-рока с её неустанно закручивающимся финалом».
Второй альбом Volcanic Rock (1973) группы Buffalo был «провозглашен первой великой записью в стиле стоунер-рок», песня «Sunrise (Come My Way)» из этого альбома «с тех пор была бессовестно растащена на части большим количеством стоунер-рок-групп, какое только вы можете себе представить», а песни «Till My Death» и «The Prophet» сравнивали с более поздним стоунер-роком. Альбом Smokin' Bats at Campton's группы Primevil называли «пробным камнем» стоунер-рока. Джим ДеРогатис сказал, что стоунер-рок-группы «черпают вдохновение в психоделическом, прото-металлическом джеминге таких групп, как Cream, Black Sabbath, Deep Purple и Hawkwind».
По словам ДеРогатиса, корни стоунер-рока можно услышать в альбоме Master of Reality группы Black Sabbath, бокс-сете 25 Years On 1973–1977 группы Hawkwind, вышеупомянутом альбоме Blue Cheer, альбоме Machine Head группы Deep Purple и альбоме Workshop of the Telescopes группы Blue Öyster Cult. Калифорнийскую супергруппу 1970-х годов Captain Beyond также называют «первопроходцами» стоунер-рока. Альбом Master of Reality группы Black Sabbath часто называют первым альбомом этого жанра, а Мартин Попофф утверждает: «Когда звучит „Sweet Leaf“ вы одновременно становитесь свидетелями изобретения стоунер-рока». AllMusic резюмирует это уникальное слияние следующим образом: «Стоунер-метал группы обновили длинные, головокружительные джемы и сверхтяжелые риффы таких групп, как Black Sabbath, Blue Cheer, Blue Öyster Cult и Hawkwind, пропустив свой психоделический метал и эйсид-рок через жужжащее звучание раннего гранжа в стиле Sub Pop». Однако участники группы Kyuss Джош Хомме и Джон Гарсия проигнорировали влияние хеви-метала и вместо этого ссылаются на панк-рок и хардкор-панк, в частности, на тягучий хардкор из альбома My War группы Black Flag.

### Раннее развитие (конец 1980-х — 1990-е)
С начала до середины 1990-х ряд калифорнийских групп разработали жанр, названный впоследствии стоунер-роком. Альбом Blues for the Red Sun группы Kyuss вышел в 1992 году и часто рассматривался как первый стоунер-рок/метал-альбом. Критики приветствовали его как «важную веху в тяжёлой музыке». Альбом Sleep’s Holy Mountain группы Sleep был широко освещён в металлической прессе, благодаря чему группа стала лидером стоунер-сцены, наряду с Kyuss. К прочим представителям стоунер-сцены относят Fu Manchu, Monster Magnet, а также более металлизованые Acid King и Acrimony (первопроходцы стоунера в Британии). В 1995 образовалась известная британская группа Orange Goblin.
Группа Kyuss распалась в 1995, образовав за собой целый ряд новых групп: Unida, Slo Burn, Hermano, Mondo Generator, Brant Bjork and the Bros, а также наиболее известную из них − Queens of the Stone Age.

## Представители
Журнал Metal Hammer опубликовал список из 5 самых важных альбомов стоунер-рока:
- Black Sabbath — Master of Reality (1971)
- Sleep — Sleep's Holy Mountain (1992)
- Kyuss — Welcome to Sky Valley (1994)
- Cathedral — Caravan Beyond Redemption (1995)
- Spiritual Beggars — Ad Astra (2000)